# تصرف سایبری
تصرف سایبری (همچنین شناخته‌شده به عنوان تصرف دامنه)، طبق قانون فدرال ایالات متحده معروف به قانون حفاظت از مصرف کننده ضد تصرف سایبری ، ثبت، قاچاق یا استفاده از نام دامنه اینترنتی با نیت بد برای سود بردن از حسن نیت یک علامت تجاری متعلق به شخص دیگری است.
این اصطلاح برگرفته‌شده از « تصرف » است، که عبارت است از اشغال یک مکان یا ساختمان متروک یا بلا‌استفاده که شخص متصرف مالک آنجا نیست، اجاره نمی‌دهد یا اینکه اجازه استفاده از آن مکان را ندارد.

## واژه شناسی
در اصطلاحات رایج، "تصرف سایبری" اصطلاحی است که معمولاً برای توصیف ثبت سوء استفاده عمدی و با نیت بد از یک نام دامنه اینرنتی در نقض حقوق علامت تجاری به کار برده می‌شود. البته، به دلیل پرکاربرد بودن، این اصطلاح برای افراد مختلف معانی متفاوتی دارد. برای مثال، افرادی « انبارداری » یا ثبت مجموعه‌ای از نام‌های دامنه مربوط به علائم تجاری را با هدف فروش دامنه‌های ثبت‌‌شده به صاحبان علائم تجاری، را در مفهوم تصرف سایبری گنجانده‌اند، حال اینکه که برخی دیگر بین این دو تمایز قائل می‌شوند.  در تعریف انبارداری، متصرف سایبری ممکن است با قیمتی متورم، دامنه اینترنی را به شخص یا شرکتی که دارای یک علامت تجاری موجود در نام است، پیشنهاد بدهد.
به طور مشابه، برخی «دزدی سایبری» را قابل تعویض با «تصرف سایبری» می‌دانند، در حالی که برخی دیگر معتقدند که اصطلاح دزدی سایبری، به نقض حق چاپ در محتوای وب‌سایت‌ها مربوط می‌شود و نه ثبت نام دامنه‌های سوءاستفاده‌کننده،. 
به دلیل تفاسیر مختلف از این واژه، سازمان جهانی مالکیت فکری (WIPO) در گزارشی در سال ۱۹۹۹ که توسط اعضای خود تأیید شده، آن را سوء استفاده از ثبت یک نام دامنه دانست. 

## حل و فصل قانونی

### بین المللی

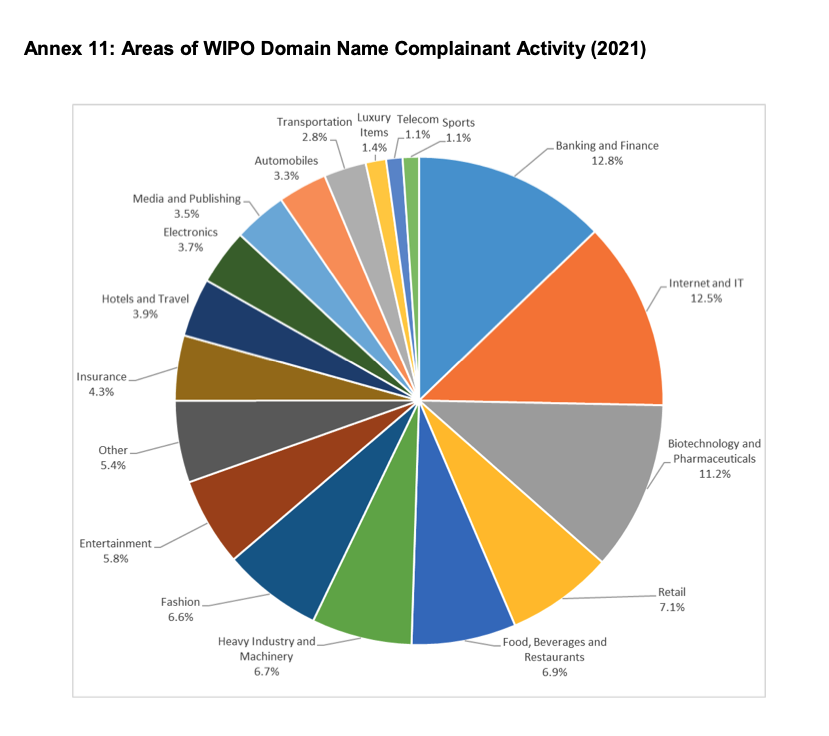
حوزه های فعالیت شکایت های نام دامنه WIPO ۲۰۲۱

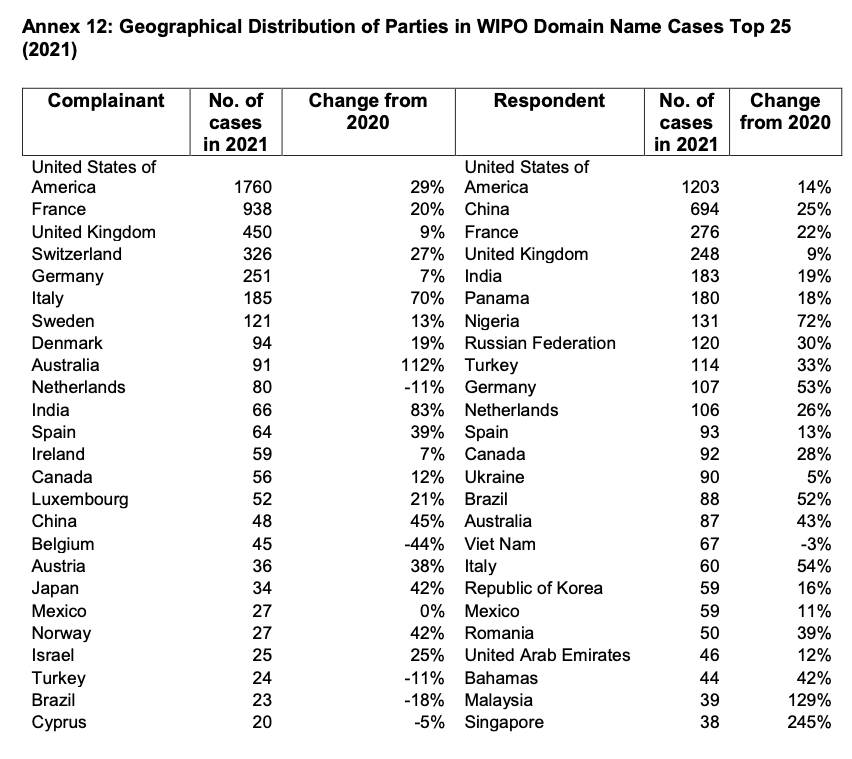
توزیع جغرافیایی طرفین در پرونده های سایبری نام دامنه WIPO در سال ۲۰۲۱. ۲۵ کشور اول

از سال ۱۹۹۹، سازمان جهانی مالکیت فکری (WIPO) یک سیستم جهت داوری ارائه کرده است که در آن دارنده علامت تجاری می‌تواند تلاش کند تا یک سایت تصرف‌شده را ادعا کند.
صاحبان علائم تجاری در سال ۲۰۲۱ رکورد ۵۱۲۸ پرونده را تحت خط مشی حل اختلاف نام دامنه (UDRP) در مرکز داوری و میانجیگری سازمان جهانی مالکیت معنوی (WIPO) به ثبت رسانده‌اند که نسبت به سال ۲۰۲۰ با ۲۲٪ افزایش همراه بوده است. این افزایش، تعداد پرونده‌های تصرف سایبری در WIPO را به حدود ۵۶۰۰۰ عدد رساند و تعداد کل نام‌های دامنه تحت پوشش از مرز ۱۰۰هزار عبور کرد.  برای مقایسه، در سال ۲۰۰۶، ۱۸۲۳ شکایت در WIPO ثبت شد که نسبت به سال ۲۰۰۵، ۲۵٪ افزایش داشته است. 
رشد فزاینده در پرونده‌های تصرف سایبری که در مرکز WIPO ثبت شده است، عمدتاً توسط مرکز WIPO  به مالکان علائم تجاری نسبت داده می‌شود که به دلیل اینکه تعداد بیشتری از مردم که به خصوص در طول همه گیری کووید-۱۹ زمان بیشتری را آنلاین سپری می‌کنند، حضور آنلاین خود را برای ارائه محتوای معتبر و مراکز فروش قابل اعتماد تقویت می‌کنند. با در اختیار داشتن ۷۰٪ دامنه سطح بالای عمومی (gTLD)، COM. برتری مستمر خود را نشان داد.
پرونده های UDRP در سازمان جهانی مالکیت فکری در سال ۲۰۲۱ شامل طرفینی از ۱۳۲ کشور بود. سه حوزه تجاری اول، بانکداری و مالی (۱۳٪)، اینترنت و فناوری اطلاعات (۱۳٪)، و بیوتکنولوژی و داروسازی (۱۱٪) بودند.  ایالات متحده با ۱۷۶۰ پرونده، فرانسه (۹۳۸)، بریتانیا (۴۵۰)، سوئیس (۳۲۶) و آلمان (۲۵۱) پنج کشور اول ثبت شده بودند. 
در سال ۲۰۰۷ اعلام شد که ۸۴٪ از دعاوی مطرح شده از سال ۱۹۹۹ به نفع طرف شاکی تصمیم گیری شده است. 

## رسانه های اجتماعی
با ظهور وب‌سایت‌های رسانه‌های اجتماعی مانند فیس‌بوک و توییتر ، شکل جدیدی از تصرف سایبری شامل ثبت نام‌های تجاری محافظت‌شده یا نام‌های شخصیت‌های مشهور در وب‌سایت‌های رسانه‌های اجتماعی افزایش یافته است. از چنین مواردی به عنوان "تصرف نام کاربری" نیز یاد می شود.
در ۵ ژوئن ۲۰۰۹، تونی لاروسا ، مدیر باشگاه سنت لوئیس کاردینالز، شکایتی را علیه توییتر تنظیم کرد و توییتر را به تصرف سایبری متهم کرد.  این مناقشه بر روی پروفایلی در توییتر بود که از نام لاروسا استفاده می کرد، تصویری از لاروسا داشت و تیتری داشت که می گفت: "سلام! تونی لاروسا اکنون از توییتر استفاده می کند." این نمایه کاربران را تشویق می‌کرد تا "امروز عضو شوند تا به‌روزرسانی‌های تونی لاروسا را دریافت کنند." به گفته لاروسا، وضعیت‌ها مبتذل و تحقیرآمیز بودند. لاروسا استدلال کرد که نویسنده نمایه، با نیت بد، قصد دارد ترافیک اینترنتی را از وب سایت لاروسا منحرف کند و از آسیب رساندن به نماد لاروسا سود ببرد.  در ۲۶ ژوئن ۲۰۰۹، لاروسا پس از اینکه طرفین پرونده را حل و فصل کردند، اخطاریه رفع داوطلبانه را ارائه کرد. 

### تلاش برای محدود کردن تصرف سایبری در رسانه های اجتماعی
وب‌سایت‌های شبکه‌های اجتماعی تلاش کرده‌اند تا تصرف سایبری را مهار کنند، و این موضوع را نقض شرایط خدمات خود می‌دانند.

#### توییتر
سیاست تصرف نام در توئیتر، تصرف سایبری را ممنوع می‌کند، همانطور که در بسیاری از مناقشات نام دامنه، مانند حساب‌های «نام کاربری برای فروش» دیده می‌شود: «تلاش برای فروش یا اخاذی سایر اشکال پرداخت در ازای نام‌های کاربری، منجر به تعلیق حساب می‌شود».  علاوه بر این، توییتر یک "خط مشی جعل هویت" دارد که جعل هویت غیر تقلید آمیز را ممنوع می کند. اگر یک حساب کاربری دیگران را گیج یا گمراه کند ممکن است به جعل هویت متهم شود. «حساب‌هایی که قصد واضحی برای گیج کردن یا گمراه کردن دارند ممکن است برای همیشه به حالت تعلیق درآیند.» استاندارد توییتر برای تعریف تقلید این است که آیا یک فرد منطقی می‌داند که نمایه جعلی یک شوخی است یا خیر.  در نهایت، اندکی پس از تشکیل پرونده لاروسا، توییتر با پرده برداری از «حساب های تأیید شده»، گام دیگری برای جلوگیری از «آشفتگی هویت» ناشی از تصرف برداشت.  نام‌های کاربری که با علامت "حساب تایید شده" مهر شده است نشان می‌دهد که حساب‌ها واقعی و معتبر هستند.

#### فیس بوک
فیس‌بوک این حق را برای خود محفوظ می‌دارد که نام‌های کاربری در وب‌سایت را در صورت نقض یک علامت تجاری، بازیابی کند.  صاحبان علائم تجاری مسئول گزارش هرگونه نقض علامت تجاری در فرم نقض نام کاربری که فیس بوک ارائه می دهد، هستند. علاوه بر این، نام های کاربری فیس بوک به "تأیید هویت تلفن همراه" نیاز دارد.  برای به دست آوردن نام کاربری، فرد باید حساب را از طریق تلفن تأیید کند.

## همچنین ببینید
- سامانه نام دامنه
- مکان‌یاب منبع یکسان
- دامنه سطح‌بالا
- دام انداختن دامنه

## لینک های خارجی
الگو:Domain parking